# Kuroda Chika

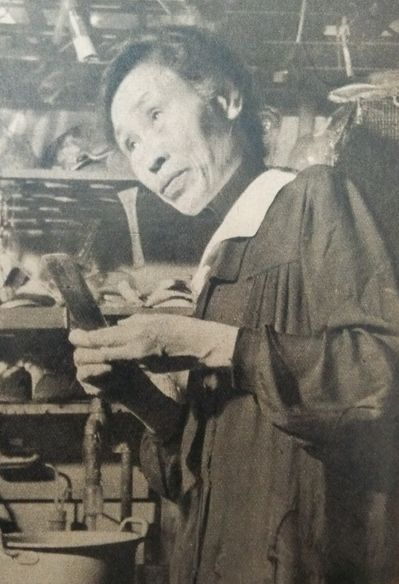
Chika Kuroda, 1948

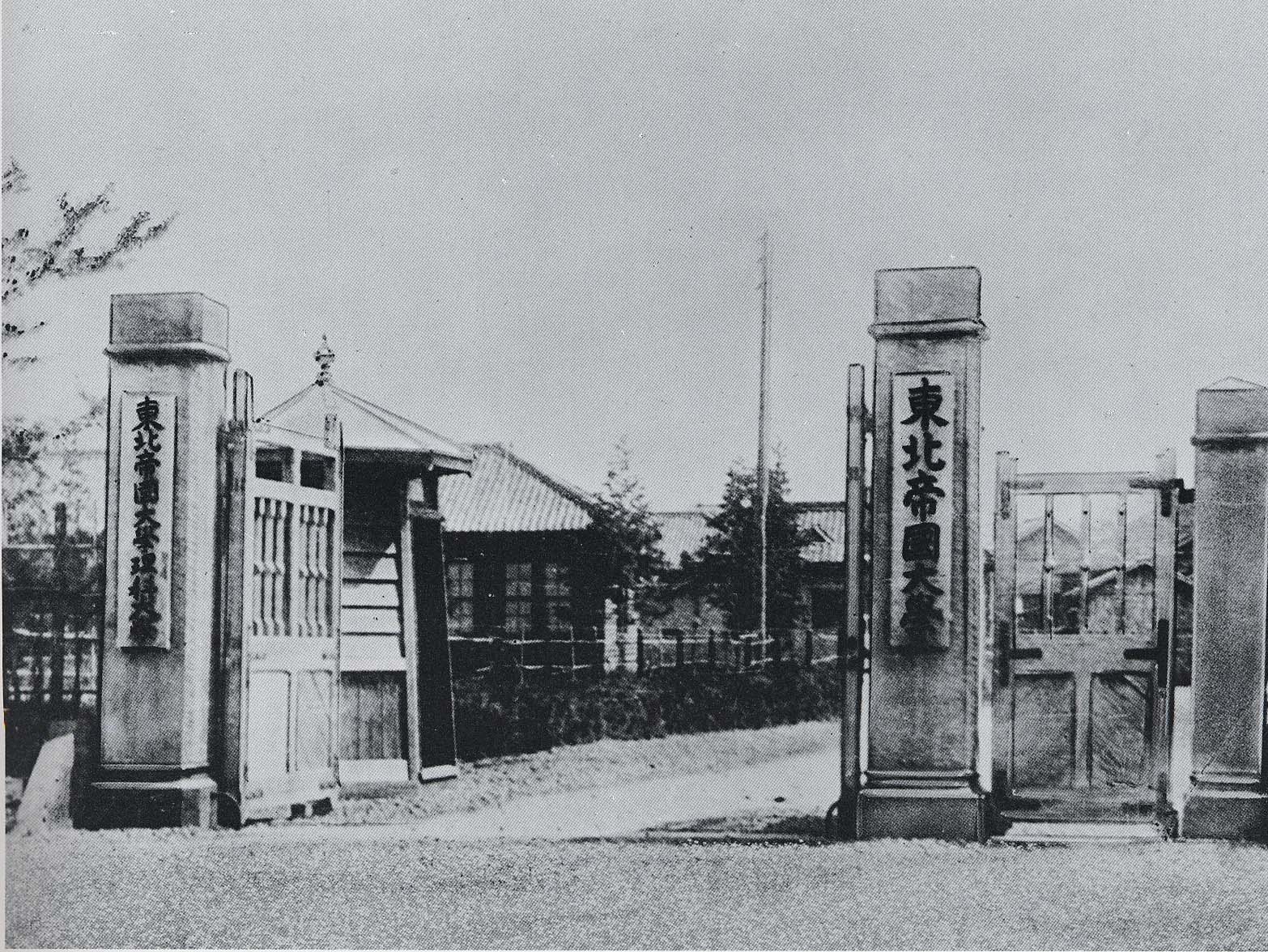
Eingang der „Kaiserlichen Universität Tōhoku“ um 1913

Kuroda Chika (japanisch 黒田 チカ; geboren 24. März 1884 in Matsubara, Präfektur Saga; gestorben 8. November 1968 in der Präfektur Fukuoka) war die erste Japanerin, die einen Hochschulabschluss in den Naturwissenschaften erhielt. Sie gilt als erste promovierte japanische Chemikerin. Ihr Arbeitsgebiet war die organische Chemie von Naturfarbstoffen.

## Leben und Wirken

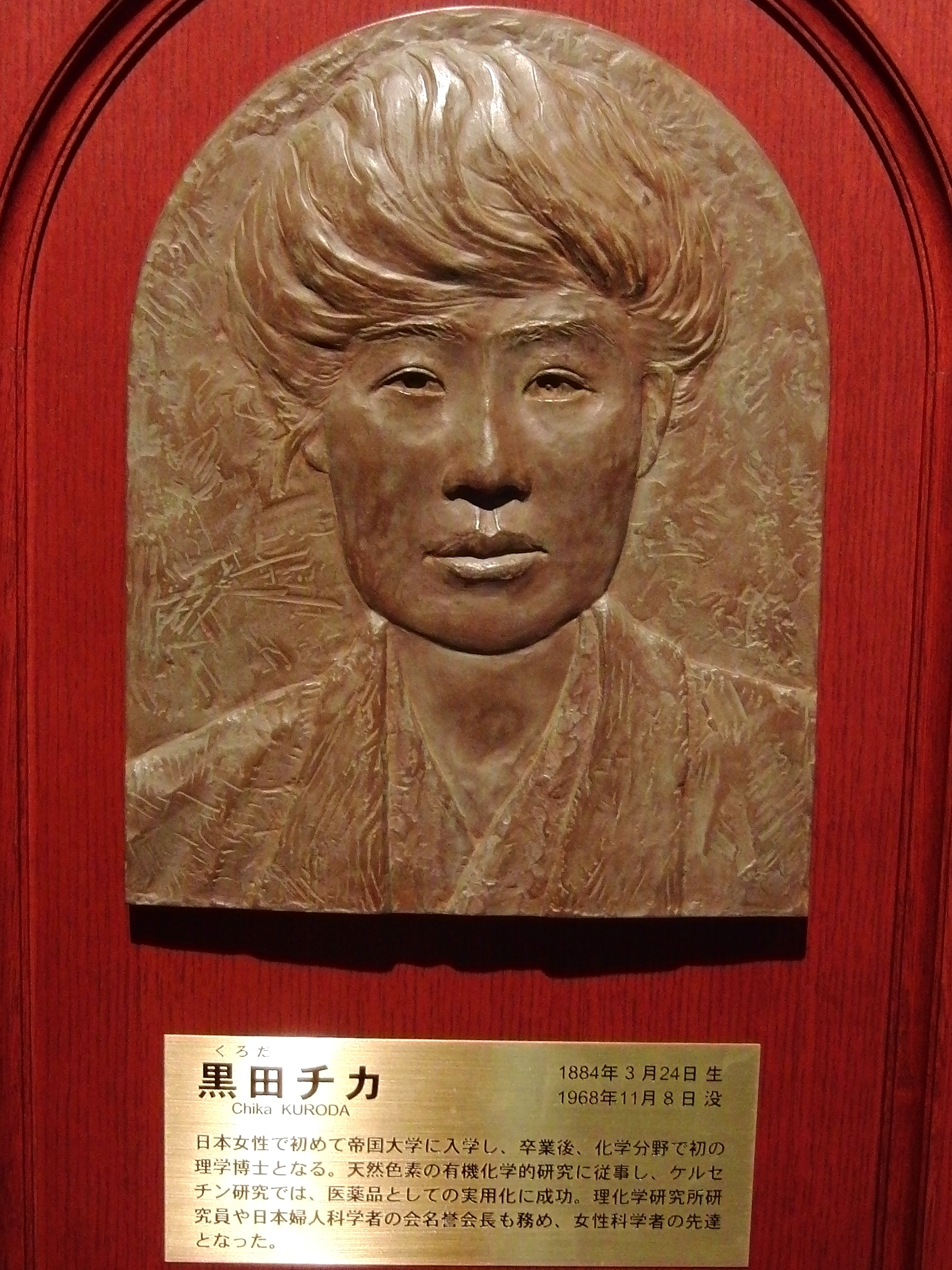
Relief von Chika Kuroda im Nationalmuseum der Naturwissenschaften

Chika wurde 1884 als drittes von sieben Kindern von Hirayatsu und Toku in Matsubara in der Präfektur Saga geboren. 1901 schloss Chika die Normalschule in Saga ab, arbeitete danach ein Jahr lang als Lehrerin in einer Grundschule und zog 1902 nach Tokio und besuchte dort eine Mädchen-Oberschule. Nach ihrem Abschluss 1906 war sie erneut für ein Jahr als Lehrerin in Fukui tätig. Von 1907 an nahm sie an einem Aufbaukurs ihrer alten Schule teil, den sie zwei Jahre später, 1909 abschloss. Daraufhin wurde sie Lehrerin an ihrer alten Schule, der Mädchen-Oberschule in Tokio.
Von 1913 an studierte Chika an der „Kaiserlichen Universität Tōhoku“ Chemie. Chika, Umeko Tange, die ebenfalls Chemikerin und die erste promovierte Agrarwissenschaftlerin Japans wurde, und die Mathematikerin Raku Kanayama waren die ersten Studentinnen an einer Kaiserlichen Universität. Die Universität feierte und gedachte dieses Moments offiziell mit einem „Tag der Studentinnen“ (女子大生の日, Joshi daisei no hi). Chikas wurde während ihres Studiums von Riko Majima (1874–1962) betreut. 1916 wurde Chika die erste Japanerin mit einem naturwissenschaftlichen Hochschulabschluss. 1918 stellte Chika zudem als erste Japanerin ihr Forschungsarbeit über den violetten Farbstoff der getrockneten Steinsamenwurzel (Lithospermum erythrorhizon) bei der „Tokioter Gesellschaft für Chemie“ (東京化学会, Tōkyō Kagaku-kai, heute: The Chemical Society of Japan) vor.
1921 wurde Chika vom Kultusministerium ausgewählt, um mit einem staatlichen Stipendium an der Universität Oxford zwei Jahre lang Forschungserfahrungen zu sammeln. Nach einem kurzen Abstecher nach Amerika kehrte Chika 1923 nach Japan zurück und begann von November an Vorlesungen an der Frauenuniversität Ochanomizu zu geben. Außerdem begann sie im Team von Mijima am RIKEN mit ihrer Forschung zur  Struktur der Pigmente in der Färberdistel (Carthamus tinctorius). Nach fünf Jahren ausdauernder Arbeit wurde Chika 1929 im Alter von 45 Jahren nach ihrer Kollegin Kono Yasui (1880–1971) die zweite promovierte Chemikerin Japans. Ihre Doktorarbeit schrieb sie über die Strukturbestimmung des Naturfarbstoffs Carthamin in der Färberdistel.
1949 wurde sie zur Professorin an der Frauenuniversität Ochanomizu berufen. In dieser Zeit entdeckte sie die blutdrucksenkende Wirkung des Quercetin, eines Oxidationsproduktes des Anthocyane-Farbstoffs, in der Zwiebel. Im Dezember 1953 wurde das Mittel patentiert und als „Keltin C“ verkauft. Chika wurde 1959 mit der Ehrenmedaille am violetten Band für wissenschaftliche Leistungen und 1965 mit dem Orden der Edlen Krone (3. Verdienstklasse) ausgezeichnet.
Noch zu Lebzeiten Chikas sendete der Fernsehsender NHK 1964 unter dem Titel Tamanegi obasan (etwa: „Zwiebel-Oma“) einen Film über Chika Kuroda, in dem Chika von der Schauspielerin Etsuko Ichihara (1936–2019) gespielt wurde.
Chika starb 1968 im Alter von 84 Jahren in Fukuoka.

## Veröffentlichungen (Auswahl)
- The Properties of Hydroxy Naphthoquinones (お茶の水女子大学自然科学報告), Bd. 2, Ochanomizu-Universität, November 1951, S. 87–92, ISSN 0029-8190
- 紫根の色素につきて, Zeitschrift der Tokioter Gesellschaft für Chemie (東京化學會誌), Bd. 39, Nr. 12, 1918, S. 1051–1115, doi:10.1246/nikkashi1880.39.1051, ISSN 0371-8409
- 紅花の色素カーサミン, Zeitschrift der Japanischen Gesellschaft für Chemie (日本化學會誌), Bd. 51, Nr. 5, 1930, doi:10.1246/nikkashi1921.51.237, ISSN 0369-4208